# Copa Suzuki AFF 2012
El Campeonato de fútbol de la ASEAN, patrocinado por Suzuki y oficialmente conocido como Copa Suzuki AFF 2012, fue la novena edición del torneo para selecciones pertenecientes a la Asociación de Naciones del Sudeste Asiático, ASEAN. Fue co-organizado por los países de Malasia y Tailandia, y se llevó a cabo entre el 24 de noviembre y el 22 de diciembre de 2012.
Para Malasia fue la segunda vez que organizó este torneo puesto que ya lo había organizado conjuntamente con Vietnam en el año 2004. Mientras que para Tailandia será la cuarta vez en su historia que organice este torneo, después de haberlo organizado los años 2000, 2007 y 2008.

## Estadios sedes
| Kuala Lumpur                 | Shah Alam                   |
| ---------------------------- | --------------------------- |
| Bukit Jalil National Stadium | Shah Alam Stadium           |
| Capacidad: 110,000           | Capacidad: 80,372           |
| Bukit Jalil National Stadium | Shah Alam Stadium           |
| Bangkok                      |                             |
| Rajamangala Stadium          | Supachalasai Stadium        |
| Capacidad: 49,722            | Capacidad: 19,793           |
| Rajamangala Stadium          | National Stadium (Thailand) |
| Manila                       | Singapur                    |
| Rizal Memorial Stadium       | Jalan Besar Stadium         |
| Capacidad: 12,873            | Capacidad: 8,000            |
| Rizal Memorial Stadium       | Jalan Besar Stadium         |

## Ronda clasificatoria
En este torneo participaron las 5 selecciones de menor coeficiente en el sudeste de Asia, se desarrolló en el Estadio Thuwunna de la ciudad de Rangún, en Myanmar (Birmania), entre el 5 y el 13 de octubre de 2012.
El torneo otorgó dos plazas para el torneo final, las cuales fueron ganadas por la Birmania y Laos.
| Pos. | Equipo         | Pts. | PJ | G | E | P | GF | GC | Dif. | Clasificación |
| ---- | -------------- | ---- | -- | - | - | - | -- | -- | ---- | ------------- |
| 1    | Birmania (H)   | 10   | 4  | 3 | 1 | 0 | 6  | 1  | +5   | Clasificados  |
| 2    | Laos           | 7    | 4  | 2 | 1 | 1 | 5  | 4  | +1   | Clasificados  |
| 3    | Timor Oriental | 6    | 4  | 2 | 0 | 2 | 10 | 6  | +4   |               |
| 4    | Brunéi         | 6    | 4  | 2 | 0 | 2 | 6  | 7  | −1   |               |
| 5    | Camboya        | 0    | 4  | 0 | 0 | 4 | 3  | 12 | −9   |               |

 Fuente: 
| 5-10-2012 | Camboya              | 1 – 5   | Timor Oriental                                   | Thuwunna Stadium, Yangon                                   |                                                            |
|           | Sokngon 90+1' (pen.) | Reporte | Murilo 39', 44' · Ade 57', 73' · Alan 87' (pen.) | Asistencia: 500 espectadores Árbitro(s): Mukhtar Al Yarimi | Asistencia: 500 espectadores Árbitro(s): Mukhtar Al Yarimi |

| 5-10-2012 | Birmania         | 1 – 0   | Brunéi | Thuwunna Stadium, Yangon                               |                                                        |
|           | Yan Aung Win 84' | Reporte |        | Asistencia: 7,000 espectadores Árbitro(s): Ahmed Aslam | Asistencia: 7,000 espectadores Árbitro(s): Ahmed Aslam |

| 7-10-2012 | Timor Oriental | 1 – 2   | Birmania         | Thuwunna Stadium, Yangon                                      |                                                               |
|           | Alan 55'       | Reporte | Kyi Lin 38', 73' | Asistencia: 8,000 espectadores Árbitro(s): Tayeb Shamsuzzaman | Asistencia: 8,000 espectadores Árbitro(s): Tayeb Shamsuzzaman |

| 7-10-2012 | Laos             | 1 – 0   | Camboya | Thuwunna Stadium, Yangon                                  |                                                           |
|           | Phaphouvanin 40' | Reporte |         | Asistencia: 100 espectadores Árbitro(s): Abdulla Al-Zaabi | Asistencia: 100 espectadores Árbitro(s): Abdulla Al-Zaabi |

| 9-10-2012 | Camboya                     | 2 – 3   | Brunéi                                   | Thuwunna Stadium, Yangon       |                                |
|           | Mony Udom 24' · Borey 90+2' | Reporte | Aminuddin 56' · Helmi 63' · Azwan S. 70' | Árbitro(s): Hiroyoshi Takayama | Árbitro(s): Hiroyoshi Takayama |

| 9-10-2012 | Timor Oriental                         | 3 – 1   | Laos             | Thuwunna Stadium, Yangon |                         |
|           | Murilo 43' (pen.) · Ade 51' · Alan 83' | Reporte | Phaphouvanin 77' | Árbitro(s): Ahmed Aslam  | Árbitro(s): Ahmed Aslam |

| 11-10-2012 | Brunéi     | 1 – 3   | Laos                                                           | Thuwunna Stadium, Yangon       |                                |
|            | Rosmin 26' | Reporte | Namthavixay 34' · Sayavutthi 61' (pen.) · Sysomvang 83' (pen.) | Árbitro(s): Tayeb Shamsuzzaman | Árbitro(s): Tayeb Shamsuzzaman |

| 11-10-2012 | Birmania                                             | 3 – 0   | Camboya | Thuwunna Stadium, Yangon      |                               |
|            | Kyi Lin 59' · Kaung Sithu 65' · Pyae Phyo Aung 90+1' | Reporte |         | Árbitro(s): Mukhtar Al Yarimi | Árbitro(s): Mukhtar Al Yarimi |

| 13-10-2012 | Laos | 0 – 0   | Birmania | Thuwunna Stadium, Yangon     |                              |
|            |      | Reporte |          | Árbitro(s): Abdulla Al-Zaabi | Árbitro(s): Abdulla Al-Zaabi |

| 13-10-2012 | Brunéi                 | 2 – 1   | Timor Oriental | Thuwunna Stadium, Yangon       |                                |
|            | Adi 16' · Azwan A. 76' | Reporte | Pinto 79'      | Árbitro(s): Hiroyoshi Takayama | Árbitro(s): Hiroyoshi Takayama |

## Fase de grupos

### Grupo A
| Pos. | Equipo        | Pts. | PJ | G | E | P | GF | GC | Dif. | Clasificación |
| ---- | ------------- | ---- | -- | - | - | - | -- | -- | ---- | ------------- |
| 1    | Tailandia (H) | 9    | 3  | 3 | 0 | 0 | 9  | 2  | +7   | Semifinales   |
| 2    | Filipinas     | 6    | 3  | 2 | 0 | 1 | 4  | 2  | +2   | Semifinales   |
| 3    | Vietnam       | 1    | 3  | 0 | 1 | 2 | 2  | 5  | −3   |               |
| 4    | Birmania      | 1    | 3  | 0 | 1 | 2 | 1  | 7  | −6   |               |

 Fuente: 
| 24 de noviembre de 2012, 17:30 | Vietnam        | 1 – 1   | Birmania           | Estadio Rajamangala, Bangkok          |                                       |
|                                | Lê Tấn Tài 34' | Reporte | Kyi Lin 53' (pen.) | Árbitro(s): Andre El Haddad (Lebanon) | Árbitro(s): Andre El Haddad (Lebanon) |

| 24 de noviembre de 2012, 20:20 | Tailandia                   | 2 – 1   | Filipinas   | Estadio Rajamangala, Bangkok   |                                |
|                                | Jakkraphan 39' · Anucha 41' | Reporte | Mulders 77' | Árbitro(s): Ryuji Sato (Japan) | Árbitro(s): Ryuji Sato (Japan) |

| 27 de noviembre de 2012, 17:30 | Vietnam | 0 – 1   | Filipinas     | Estadio Rajamangala, Bangkok   |                                |
|                                |         | Reporte | Caligdong 86' | Árbitro(s): Ma Ning (China PR) | Árbitro(s): Ma Ning (China PR) |

| 27 de noviembre de 2012, 20:20 | Birmania | 0 – 4   | Tailandia                         | Estadio Rajamangala, Bangkok         |                                      |
|                                |          | Reporte | Teerasil 20' 82' 89' · Apipoo 59' | Árbitro(s): Yaqoob Abdul Baqi (Oman) | Árbitro(s): Yaqoob Abdul Baqi (Oman) |

| 30 de noviembre de 2012, 20:20 | Filipinas                              | 2 – 0   | Birmania | Estadio Suphachalasai, Bangkok       |                                      |
|                                | P. Younghusband 47' · Á. Guirado 90+4' | Reporte |          | Árbitro(s): Yaqoob Abdul Baqi (Oman) | Árbitro(s): Yaqoob Abdul Baqi (Oman) |

| 30 de noviembre de 2012, 20:20 | Tailandia                                 | 3 – 1   | Vietnam              | Estadio Rajamangala, Bangkok   |                                |
|                                | Kirati 21' 65' · Nguyễn Gia Từ 82' (o.g.) | Reporte | Nguyễn Văn Quyết 72' | Árbitro(s): Ryuji Sato (Japan) | Árbitro(s): Ryuji Sato (Japan) |

### Grupo B
| Pos. | Equipo      | Pts. | PJ | G | E | P | GF | GC | Dif. | Clasificación |
| ---- | ----------- | ---- | -- | - | - | - | -- | -- | ---- | ------------- |
| 1    | Singapur    | 6    | 3  | 2 | 0 | 1 | 7  | 4  | +3   | Semifinales   |
| 2    | Malasia (H) | 6    | 3  | 2 | 0 | 1 | 6  | 4  | +2   | Semifinales   |
| 3    | Indonesia   | 4    | 3  | 1 | 1 | 1 | 3  | 4  | −1   |               |
| 4    | Laos        | 1    | 3  | 0 | 1 | 2 | 6  | 10 | −4   |               |

 Fuente: 
| 25 de noviembre de 2012, 18:00 | Indonesia              | 2 – 2   | Laos                                    | Estadio Nacional Bukit Jalil, Kuala Lumpur |                                    |
|                                | Maitimo 43' · Mofu 90' | Reporte | Sayavutthi 30' (pen.) · Liththideth 80' | Árbitro(s): Ng Kai Lam (Hong Kong)         | Árbitro(s): Ng Kai Lam (Hong Kong) |

| 25 de noviembre de 2012, 20:45 | Malasia | 0 – 3   | Singapur                    | Estadio Nacional Bukit Jalil, Kuala Lumpur  |                                             |
|                                |         | Reporte | Shahril 32' 38' · Đurić 75' | Árbitro(s): Valentin Kovalenko (Uzbekistán) | Árbitro(s): Valentin Kovalenko (Uzbekistán) |

| 28 de noviembre de 2012, 18:00 | Indonesia | 1 – 0   | Singapur | Estadio Nacional Bukit Jalil, Kuala Lumpur |                                     |
|                                | Andik 88' | Reporte |          | Árbitro(s): Ali Abdulnabi (Bahrain)        | Árbitro(s): Ali Abdulnabi (Bahrain) |

| 28 de noviembre de 2012, 20:45 | Laos         | 1 – 4   | Malasia                                      | Estadio Nacional Bukit Jalil, Kuala Lumpur |                               |
|                                | Sihavong 38' | Reporte | Safiq 15' · Safee 67' · Wan 76' · Khyril 80' | Árbitro(s): Fan Qi (China PR)              | Árbitro(s): Fan Qi (China PR) |

| 1 de diciembre de 2012, 20:45 | Singapur                                  | 4 – 3   | Laos                                        | Estadio Shah Alam, Shah Alam       |                                    |
|                               | Shahril 45+1' 52' · Amri 63' · Fazrul 65' | Reporte | Sayavutthi 21' 81' (pen.) · Liththideth 40' | Árbitro(s): Ng Kai Lam (Hong Kong) | Árbitro(s): Ng Kai Lam (Hong Kong) |

| 1 de diciembre de 2012, 20:45 | Malasia                    | 2 – 0   | Indonesia | Estadio Nacional Bukit Jalil, Kuala Lumpur  |                                             |
|                               | Azamuddin 27' · Mahali 29' | Reporte |           | Árbitro(s): Valentin Kovalenko (Uzbekistán) | Árbitro(s): Valentin Kovalenko (Uzbekistán) |

## Fase final
- Los partidos de semifinales y final se disputan a partidos de ida y regreso en el estadio del país que ejerce de local.
|  | Semifinales | Semifinales | Semifinales | Semifinales | Semifinales |   |    | Final    | Final | Final | Final | Final |
|  |             |             |             |             |             |   |    |          |       |       |       |       |
|  | A2          | Filipinas   | 0           | 0           | 0           |   |    |          |       |       |       |       |
|  | B1          | Singapur    | 0           | 1           | 1           |   |    |          |       |       |       |       |
|  |             |             |             |             |             |   | B1 | Singapur | 3     | 0     | 3     |       |
|  |             | A1          | Tailandia   | 1           | 1           | 2 |    |          |       |       |       |       |
|  | B2          | Malasia     | 1           | 0           | 1           |   |    |          |       |       |       |       |
|  | A1          | Tailandia   | 1           | 2           | 3           |   |    |          |       |       |       |       |

### Semifinales
| 8 de diciembre de 2012, 20:00 | Filipinas | 0 – 0   | Singapur | Rizal Memorial Stadium, Manila        |                                       |
|                               |           | Reporte |          | Árbitro(s): Abdullah Al Hilali (Oman) | Árbitro(s): Abdullah Al Hilali (Oman) |

| 12 de diciembre de 2012, 20:00 | Singapur | 1 – 0 (Global 1 - 0) | Filipinas | Estadio Jalan Besar, Singapur  |                                |
|                                | Amri 19' | Reporte              |           | Árbitro(s): Tan Hai (China PR) | Árbitro(s): Tan Hai (China PR) |

| 9 de diciembre de 2012, 20:00 | Malasia        | 1 – 1   | Tailandia    | Estadio Nacional Bukit Jalil, Kuala Lumpur |  |
|                               | Norshahrul 48' | Reporte | Teerasil 78' |                                            |  |

| 13 de diciembre de 2012, 19:00 | Tailandia                    | 2 – 0 (Global 3 - 1) | Malasia | Estadio Suphachalasai, Bangkok       |                                      |
|                                | Teerasil 60' · Theeraton 65' | Reporte              |         | Árbitro(s): Lee Min-Hu (South Korea) | Árbitro(s): Lee Min-Hu (South Korea) |

### Final
| 19 de diciembre de 2012, 20:00 | Singapur                                        | 3 – 1   | Tailandia | Estadio Jalan Besar, Singapur    |                                  |
|                                | Fahrudin 10' (pen.) · Amri 72' · Baihakki 90+1' | Reporte | Adul 65'  | Árbitro(s): Masaaki Toma (Japan) | Árbitro(s): Masaaki Toma (Japan) |

| 22 de diciembre de 2012, 19:00 | Tailandia  | 1 – 0 (Global 2 - 3) | Singapur | Estadio Suphachalasai, Bangkok           |                                          |
|                                | Kirati 45' | [http://www.affsuzukicup.com/news/thailand-1-singapore-0-singapore-win-3-2-on-aggregate (enlace roto disponible en Internet Archive; véase el historial, la primera versión y la última). Reporte] |          | Árbitro(s): Ravshan Irmatov (Uzbekistán) | Árbitro(s): Ravshan Irmatov (Uzbekistán) |

## Campeón
|                             |
| Bandera de Singapur         |
| Campeón Singapur 4.º título |

## Clasificación final
| Equipo | Equipo    | Pts | PJ | PG | PE | PP | GF | GC | Dif |
| ------ | --------- | --- | -- | -- | -- | -- | -- | -- | --- |
| 1      | Singapur  | 13  | 7  | 4  | 1  | 2  | 11 | 6  | +5  |
| 2      | Tailandia | 16  | 7  | 5  | 1  | 1  | 14 | 6  | +8  |
| 3      | Filipinas | 7   | 5  | 2  | 1  | 2  | 4  | 3  | +1  |
| 4      | Malasia   | 7   | 5  | 2  | 1  | 2  | 7  | 7  | 0   |
| 5      | Indonesia | 4   | 3  | 1  | 1  | 1  | 3  | 4  | -1  |
| 6      | Vietnam   | 1   | 3  | 0  | 1  | 2  | 2  | 5  | -3  |
| 7      | Laos      | 1   | 3  | 0  | 1  | 2  | 6  | 10 | -4  |
| 8      | Birmania  | 1   | 3  | 0  | 1  | 2  | 1  | 7  | -6  |

## Goleadores
5 goles
- Teerasil Dangda

4 goles
- Shahril Ishak

3 goles
- Khampheng Sayavutthi
- Khairul Amri
- Kirati Keawsombat

2 goles
- Keoviengphet Liththideth

1 gol
- Andik Vermansyah
- Raphael Maitimo
- Vendry Mofu
- Khonesavanh Sihavong
- Azamuddin Akil
- Khyril Muhymeen
- Mahali Jasuli
- Norshahrul Idlan
- Safee Sali
- Safiq Rahim
- Wan Zack Haikal
- Kyi Lin
- Emelio Caligdong
- Ángel Guirado
- Paul Mulders
- Phil Younghusband
- Aleksandar Đurić
- Baihakki Khaizan
- Fahrudin Mustafić
- Fazrul Nawaz
- Adul Lahsoh
- Anucha Kitpongsri
- Apipoo Suntornpanavej
- Jakkraphan Pornsai
- Theerathon Bunmathan
- Lê Tấn Tài
- Nguyễn Văn Quyết

Autogol
- Nguyễn Gia Từ (ante Tailandia)

## Transmisión
| Brunéi    | Radio Televisyen Brunei                    | RTB1                  |
| Camboya   | National Radio and Television of Kampuchea | TVK                   |
| Indonesia | Media Nusantara Citra                      | RCTI, Sindo TV        |
| Laos      | Lao National Radio and Television          | LNTV1                 |
| Malasia   | Radio Televisyen Malaysia                  | TV1                   |
| Birmania  | Myanmar Radio and Television               | Myanmar Television    |
| Filipinas | Associated Broadcasting Company            | AKTV                  |
| Singapur  | MediaCorp                                  | Channel 5 (HD5), Okto |
| Tailandia | Royal Thai Army                            | BBTV7                 |
| Vietnam   | Vietnam Television                         | VTV2                  |